# Vanessa Carlton diskografi
Detta är en diskografi för den amerikanska singer-songwritern Vanessa Carlton.
Sedan Vanessa Carltons skivdebut 2002 har hon bland annat givit ut 4 studioalbum och 9 singlar.

## Studioalbum
- 2002 - Be Not Nobody
- 2004 - Harmonium
- 2007 - Heroes & Thieves
- 2011 - Rabbits on the Run

## Samlingar
- 2011 - Icon: Best of Vanessa Carlton

## EP-skivor
- 2002 - Ordinary Day (maxisingel)
- 2011 - Hear the Bells

## Singlar
- 2002 - "A Thousand Miles"
- 2002 - "Ordinary Day"
- 2002 - "Pretty Baby"
- 2004 - "White Houses"
- 2007 - "Nolita Fairytale"
- 2008 - "Hands on Me"
- 2011 - "Carousel"
- 2011 - "I Don't Want to Be a Bride"
- 2012 - "Hear the Bells"

## Musikvideor
| År   | Låt                 | Album              | Regissör      | Se videon |
| ---- | ------------------- | ------------------ | ------------- | --------- |
| 2002 | "A Thousand Miles"  | Be Not Nobody      | Marc Klasfeld | Youtube   |
| 2002 | "Ordinary Day"      | Be Not Nobody      | Marc Klasfeld | Youtube   |
| 2002 | "Pretty Baby"       | Be Not Nobody      | Marcos Siega  | Youtube   |
| 2004 | "White Houses"      | Harmonium          | Sophie Muller | Youtube   |
| 2007 | "Nolita Fairytale"  | Heroes & Thieves   | Marc Klasfeld | Youtube   |
| 2008 | "Hands on Me"       | Heroes & Thieves   | Marc Klasfeld | Youtube   |
| 2011 | "Carousel"          | Rabbits on the Run | Jake Davis    | Youtube   |
| 2012 | "Hear the Bells"    | Rabbits on the Run | Jake Davis    | Youtube   |
| 2013 | "I'll Wait For You" |                    | Sean Suozzi   | Youtube   |

## Gästmedverkan
- 2003 - Sång på "Big Yellow Taxi" från albumet "Hard Candy" av Counting Crows
- 2004 - Piano på "Everybody's Got to Learn Sometime" från albumet "Zu & Co." av Zucchero
- 2009 - Sång på ""Circle Dance"" från albumet "The Soundstage Sessions" av Stevie Nicks
- 2013 - Sång på ""In Our Time"" från albumet "Negativity" av Deer Tick